# Giselbert van Luxemburg
Giselbert van Luxemburg (1007 - 14 augustus 1059) was de vierde graaf van Luxemburg.
Giselbert was in 1035 graaf van Longwy en Salm, voogd van de abdij van Echternach en de abdij van Sint-Maximinus. In 1047 volgde hij zijn broer Hendrik op als graaf van Luxemburg. Giselbert liet de eerste muren van de stad Luxemburg bouwen. Hij was berucht om zijn plundertochten in het  bisdom Trier maar omdat hij een trouwe aanhanger van keizer Koenraad II de Saliër was, weigerde die de aanklachten tegen Giselbert in behandeling te nemen. Uiteindelijk werden deze kwesties opgelost door bemiddeling van Giselberts broer, bisschop Adalbero III van Metz. Op zijn sterfbed deed Giselbert grote schenkingen aan de abdij van Sint Maximinus.
Giselbert was de tweede zoon van graaf Frederik van Luxemburg (Moezelgauw) en Irmentrude van de Wetterau. De naam van zijn vrouw is niet bekend. Giselbert had de volgende kinderen:
- Koenraad (1040-1086), graaf van Luxemburg
- Herman (?-1088), graaf van Salm, Duits tegenkoning (1081-1088)
- een dochter die mogelijk huwde met Dietrich von Ammensleben
- een dochter die huwde met graaf Kuno van Oltigen

- - Volgens sommige bronnen een dochter Jutta die getrouwd was met graaf Udo van Limburg. Dit betreft echter de erfdochter van zijn oudere broer Frederik.[1][2]

## Voorouders
| Voorouders van Giselbert van Luxemburg | Voorouders van Giselbert van Luxemburg                                                      | Voorouders van Giselbert van Luxemburg                                                      | Voorouders van Giselbert van Luxemburg                                                      | Voorouders van Giselbert van Luxemburg                                                      | Voorouders van Giselbert van Luxemburg                                                      | Voorouders van Giselbert van Luxemburg                                                      | Voorouders van Giselbert van Luxemburg                                                      | Voorouders van Giselbert van Luxemburg                                                      |
| -------------------------------------- | ------------------------------------------------------------------------------------------- | ------------------------------------------------------------------------------------------- | ------------------------------------------------------------------------------------------- | ------------------------------------------------------------------------------------------- | ------------------------------------------------------------------------------------------- | ------------------------------------------------------------------------------------------- | ------------------------------------------------------------------------------------------- | ------------------------------------------------------------------------------------------- |
| Overgrootouders                        | Wigerik (886-tussen 916-919) ∞ Kunigunde van de Ardennen (ca. 890-ca. 940)                  | Wigerik (886-tussen 916-919) ∞ Kunigunde van de Ardennen (ca. 890-ca. 940)                  | Eberhard IV van de Nordgau (-) ∞ Luitgard van Lotharingen (-)                               | Eberhard IV van de Nordgau (-) ∞ Luitgard van Lotharingen (-)                               | Udo van de Wetterau (895-949) ∞ Kunigunde van Vermandois (957-1020)                         | Udo van de Wetterau (895-949) ∞ Kunigunde van Vermandois (957-1020)                         | Megingoz (± 920 - 998/1001) ∞ 945 Gerberga van Gulik (± 925 - 995)                          | Megingoz (± 920 - 998/1001) ∞ 945 Gerberga van Gulik (± 925 - 995)                          |
| Grootouders                            | Siegfried van Luxemburg (922-998) ∞ 950 Hedwig van Nordgau (937-993)                        | Siegfried van Luxemburg (922-998) ∞ 950 Hedwig van Nordgau (937-993)                        | Siegfried van Luxemburg (922-998) ∞ 950 Hedwig van Nordgau (937-993)                        | Siegfried van Luxemburg (922-998) ∞ 950 Hedwig van Nordgau (937-993)                        | Herbert van de Wetterau (930-992) ∞ Avalgau (957-1020)                                      | Herbert van de Wetterau (930-992) ∞ Avalgau (957-1020)                                      | Herbert van de Wetterau (930-992) ∞ Avalgau (957-1020)                                      | Herbert van de Wetterau (930-992) ∞ Avalgau (957-1020)                                      |
| Ouders                                 | Frederik van Luxemburg (ca. 965-1019) ∞ 995 Irmentrude van de Wetterau (ca. 972 - ca. 1020) | Frederik van Luxemburg (ca. 965-1019) ∞ 995 Irmentrude van de Wetterau (ca. 972 - ca. 1020) | Frederik van Luxemburg (ca. 965-1019) ∞ 995 Irmentrude van de Wetterau (ca. 972 - ca. 1020) | Frederik van Luxemburg (ca. 965-1019) ∞ 995 Irmentrude van de Wetterau (ca. 972 - ca. 1020) | Frederik van Luxemburg (ca. 965-1019) ∞ 995 Irmentrude van de Wetterau (ca. 972 - ca. 1020) | Frederik van Luxemburg (ca. 965-1019) ∞ 995 Irmentrude van de Wetterau (ca. 972 - ca. 1020) | Frederik van Luxemburg (ca. 965-1019) ∞ 995 Irmentrude van de Wetterau (ca. 972 - ca. 1020) | Frederik van Luxemburg (ca. 965-1019) ∞ 995 Irmentrude van de Wetterau (ca. 972 - ca. 1020) |
| Giselbert van Luxemburg (1007-1059)    |                                                                                             |                                                                                             |                                                                                             |                                                                                             |                                                                                             |                                                                                             |                                                                                             |                                                                                             |